# تپه تابیه
تپه تابیه مربوط به دوران پیش از تاریخ ایران باستان است و در شهرستان نقده، بخش محمدیار، روستای تابیه واقع شده و این اثر در تاریخ ۱۰ دی ۱۳۸۱ با شمارهٔ ثبت ۶۶۸۲ به‌عنوان یکی از آثار ملی ایران به ثبت رسیده است.